# Liesgrasmollisia
De liesgrasmollisia (Mollisia luctuosa) is een schimmel behorend tot de familie Dermateaceae. Hij leeft saprotroof op kruidachtige plantendelen. Hij groeit in groepen in natte biotopen op de basis van stengels en bladeren voornamelijk zegge (Carex)

## Kenmerken
In het begin zijn ze schijfvormig tot bekerachtig met sterk gebogen randen, en na verloop van tijd worden ze uitgespreid. Het hymenium is glad, grijsblauwachtig, iets lichter aan de randen. De buitenkant is fijn behaart.
De ascus heeft acht sporen en meet 65-74 × 6,5-7 µm. Sporen langwerpig ellipsvormig-spilvormig, glad, hyaliene, volgroeid met één septum, met veel oliedruppels. De sporenmaat is (12-) 14-20 (-26) × (1,5-) 2,5-3 (-3,6) µm. De basale hyfen zijn bruinachtig met relatief dikke wanden en gedeeltelijk vertakt.

## Verspreiding
In Nederland komt de soort zeer zeldzaam voor.